# Eisenbahnausbesserungswerk Recklinghausen
Das Eisenbahnausbesserungswerk Recklinghausen war ein Eisenbahnausbesserungswerk der Deutschen Reichsbahn, später Deutsche Bundesbahn, im Ortsteil Hillerheide von Recklinghausen. Es lag südwestlich des Güterbahnhofs Recklinghausen Ost. Es wurde 1905 gegründet – als Teil eines landesweiten Systems von Ausbesserungswerken und Ausbesserungsstätten. Ein Schwerpunkt waren die Güterwagen. Das Werkstor befand sich an der Maybachstraße. Zur Hochzeit arbeiteten 3.000 Menschen in dem Werk. Zur Zeit des Zweiten Weltkriegs waren hier auch Zwangsarbeiter beschäftigt.
Die Zeit um 1950 war von Kurzarbeit geprägt. Der letzte Ausbildungsjahrgang begann 1953. 1961 wurde das Werk geschlossen. Ab 1964 richtete die Britische Rheinarmee die „Preston Barracks“, ein Fahrzeugdepot und ein Instandsetzungswerk ein. 1991 lag die Maybacher Heide erneut brach. Seit 2001 wandelt die Stadt Recklinghausen mit ihrer Tochterfirma „Stadtentwicklungsgesellschaft RE mbH“ das Gelände in ein Wohngebiet um. Es wurde in 200 Teilen zum Verkauf angeboten. 2007 wurden als letzte Gebäude die 40.000 Quadratmeter große Werkshalle und das alte Kesselhaus abgerissen. Ein Hochbunker blieb noch bestehen.